# 山岸里紗
山岸 里紗（やまぎし りさ、1987年4月10日 - ）は、東京都出身の女優、歌手。1994年から1996年にかけての2年間、NHK教育の子供向け料理番組「ひとりでできるもん!」で一躍注目された。
現在はキャストコーポレーションに所属し山岸リサ名義で活動中。2011年3月スマイルカンパニーより配信シングル「080」でソロデビュー。

## テレビドラマ
- TBS開局40周年特別企画「女もつらいよ」（1991年、TBS）
- 愛という名のもとに 第5話（1992年、フジテレビ）
- 大人は判ってくれない 「二人の紳士」（1992年3月19日、フジテレビ）
- 世にも奇妙な物語 「食べ過ぎた男」（1992年5月、フジテレビ） - 小林貴子 役
- ひらけ!ポンキッキ（1992年、フジテレビ）
- いとこ同志（1992年10月、日本テレビ）
- ニュースなあいつ（1992年10月、日本テレビ）
- ひとりでできるもん!（1994年4月4日 - 1996年3月29日、NHK） - 2代目主人公・葉月恋 役
- 真昼の月（1996年7月 - 9月、TBS） - 広瀬友子 役
- ふぞろいの林檎たちIII 最終話（1997年7月4日、TBS） - 飯坂宮子 役
- 月曜ミステリー劇場 「新宿ホスト殺人事件」（1998年11月2日、TBS） - 直子（浅田美代子の娘） 役
- 愛の劇場 「空への手紙」（1999年6月 - 7月、TBS） - 池上京子 役（第11話より出演）
  - ちなみに第11話から第15話の週は彼女の話が中心。
- 愛の劇場 「新・天までとどけ」（2000年2月、TBS） - ゲスト出演
- フレーフレー人生!（2001年7月 - 9月、読売テレビ、日本テレビ） - 大杉舞雪 役
- ビタミンF 第一章「セッちゃん」（2002年7月、NHK-BS）

## 映画
- 「黒い家」（1999年、松竹） - 菰田幸子（少女時代）役

## CM
- 東京建物
- シャープ「ウィンダム」
- ミツカン酢
- ヤマハ音楽教室（1996年）
- タカノフーズ（1993年）
- 三井ザウス

## 文献、雑誌
- ひとりでできるもん!テキスト全24巻　（1994年 - 1996年）
- 小学三年生11月号（1996年）
- Media Girls vol.2（1997年）
- キッズデビュー97年秋号
- キッズデビュー99年秋号

## CD

### アルバム
| 枚  | リリース日    | タイトル   |
| --- | ------------- | ---------- |
| 1st | 2013年5月22日 | Love Holic |

### シングル
| 枚  | リリース日   | タイトル     | 規格品番   |
| --- | ------------ | ------------ | ---------- |
| 1st | 2011年9月7日 | どうして/080 | B005EFNDZA |

### 配信
|     | リリース日     | タイトル |
| --- | -------------- | -------- |
| 1st | 2011年6月15日  | 080      |
| 2nd | 2011年8月3日   | どうして |
| 3rd | 2011年10月26日 | Smile    |